# Tournoi du Chili de rugby à sept
Le Tournoi du Chili de rugby à sept (Santiago sevens) est un tournoi de rugby à sept disputé à Santiago qui a compté comme une étape des séries mondiales masculines de rugby à sept lors de la saison 2001-2002.

## Historique
Les tournois se déroulent à l'Estadio San Carlos de Apoquindo à Santiago.  Le tournoi est inscrit comme étape du World Rugby Sevens Series lors de la saison 2001-2002.

## Palmarès
Étapes des séries mondiales masculines de rugby à sept
| Année     | Stade                                     | Cup              | Cup    | Cup       | Plate     | Bowl       | Shield    |
| Année     | Stade                                     | Vainqueur        | Score  | Finaliste | Vainqueur | Vainqueur  | Vainqueur |
| --------- | ----------------------------------------- | ---------------- | ------ | --------- | --------- | ---------- | --------- |
| 2001-2002 | Estadio San Carlos de Apoquindo, Santiago | Nouvelle-Zélande | 21 – 7 | Argentine | Samoa     | États-Unis | Uruguay   |